# جون شو بيلينغز
جون شو بيلينغز (بالإنجليزية: John Shaw Billings)‏ (12 أبريل 1838 - 11 مارس 1913) كان أمين المكتبة الأمريكية وجراح أمريكي ومعروف باسم مجدد مكتبة المكتب الجراح العام للجيش وباعتباره أول مدير لمكتبة نيويورك العامة.

## روابط خارجية
- جون شو بيلينغز على موقع الموسوعة البريطانية (الإنجليزية)
- جون شو بيلينغز على موقع إن إن دي بي (الإنجليزية)
- "جون شو بيلينغز". فايند أغريف. اطلع عليه بتاريخ 2008-02-10.